# 碱式甲酸钴
碱式甲酸钴是钴(II)的碱式甲酸盐，化学式为Co(HCO2)(OH)，具有三维网状结构。

## 制备
碱式甲酸钴可由六水合硝酸钴和柠檬酸在DMF中于400K水热反应得到。